# Liste der Kulturdenkmäler in Esselborn
In der Liste der Kulturdenkmäler in Esselborn sind alle Kulturdenkmäler der rheinland-pfälzischen Ortsgemeinde Esselborn aufgeführt. Grundlage ist die Denkmalliste des Landes Rheinland-Pfalz (Stand: 25. März 2025).

## Einzeldenkmäler
| Bezeichnung         | Lage                                  | Baujahr         | Beschreibung | Bild                           |
| ------------------- | ------------------------------------- | --------------- | --- | ------------------------------ |
| Evangelische Kirche | Obergasse 24 Lage                     | 13. Jahrhundert | ehemals St. Peter; im Kern romanischer Saalbau, gotisch und barock überformt, Westturm bezeichnet 1459, Kapelle (Sakristei) bezeichnet 1486, wohl 1713 erweitert; ortsbildprägend | weitere Bilder Fotos hochladen |
| Wohnhaus            | Obergasse 27/29 Lage                  | 1719            | barockes Fachwerkhaus, teilweise massiv, bezeichnet 1719 | BW                             |
| Torbogen            | Obergasse, zu Nr. 34 Lage             | 18. Jahrhundert | barocker Torbogen, 18. Jahrhundert | BW                             |
| Wasserbehälter      | südlich der evangelischen Kirche Lage | 1902            | historisierender Bossenquader-Typenbau, ehemals bezeichnet 1902 | Fotos hochladen                |